# Fournisseur de contenu
Un fournisseur de contenu est, selon la définition qu'en donne le bureau de la traduction canadien, une personne ou une entreprise spécialisée dans la création, la structuration et la livraison de produits informationnels.
Selon la définition qu'en donne 01net.com, un fournisseur de contenu est un producteur de contenu multimédia proposant ses prestations aux opérateurs de sites Web.
Deux remarques s'imposent :
1. La notion de fournisseur de contenu (Internet content provider, ICP) ne coïncide pas avec la notion de fournisseur d'accès internet (ISP).
2. Un fournisseur de contenu propose des offres de gestion de contenu qui seraient plutôt en rapport actuellement avec la Gestion des ressources numériques (Digital Asset Management).

Certaines entreprises peuvent être à la fois fournisseur de contenu et d'accès internet.